# Nicholas Hawksmoor
Nicholas Hawksmoor (waarschijnlijk East Drayton, Nottinghamshire, ca. 1661 - Westminster, Londen, 25 maart 1736) was een Brits architect. Over zijn jeugd en zijn opleiding is weinig bekend. Hij assisteerde Christopher Wren vanaf 1679 en vanaf 1690 John Vanbrugh. Hawksmoors zelfstandig ontworpen getuigen van grote originaliteit, veel van zijn ontwerpen werden niet uitgevoerd. 
In oktober 1711 werd Hawksmoor aangewezen als een van twee architecten in een commissie die de opdracht had vijftig nieuwe kerken te bouwen in Londen. Uiteindelijk werden er twaalf gebouwd, waarvan zes door Hawksmoor ontworpen:

Saint Alfege, Greenwich (1712 - 1714)

Saint Anne's, Limehouse (1712 - 1724)

Saint Mary, Woolnoth (1716 - 1727)

St.-George, Bloomsbury (1720 - 1730)

Christchurch, Spitalfields (1723 - 1739)

Saint George-in-the-East (1714 - 1734)

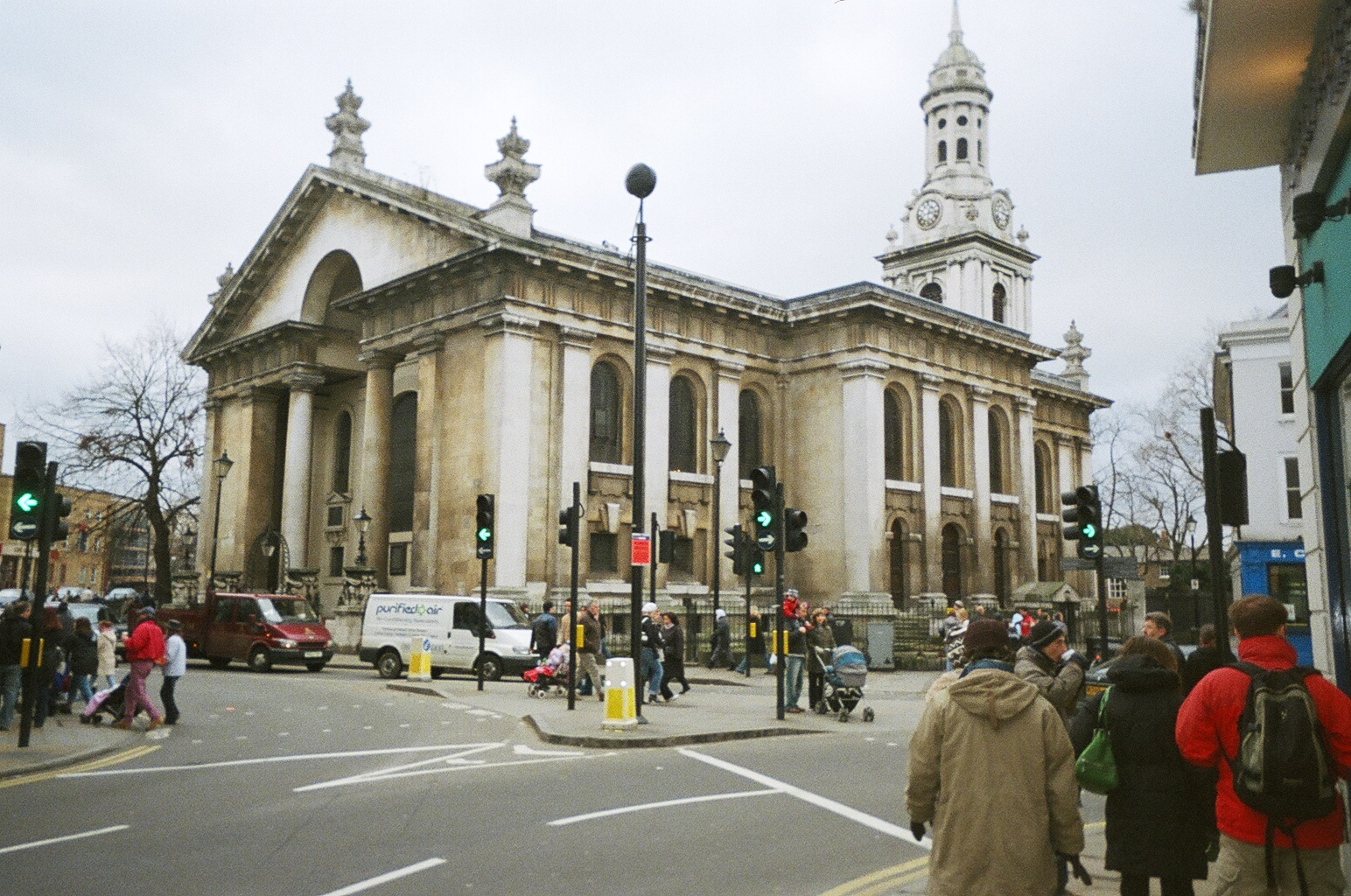
St Alphege
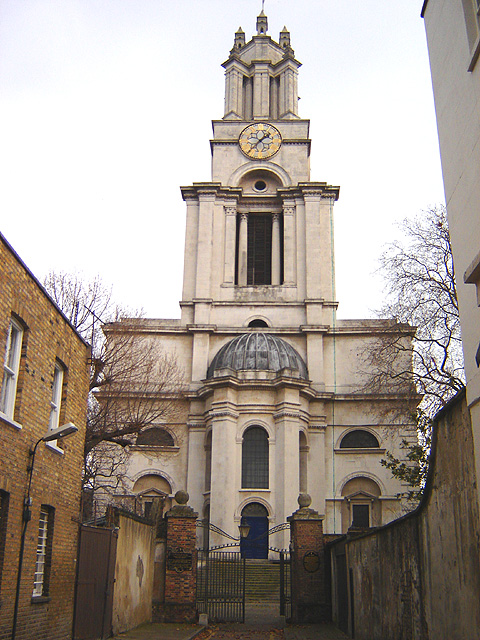
St. Anne's Limehouse
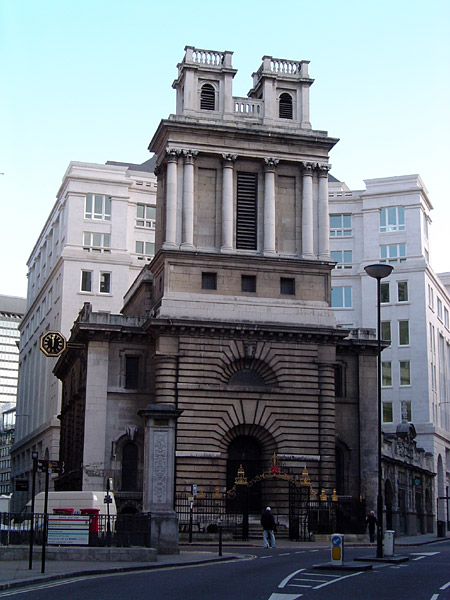
St. Mary Woolnoth
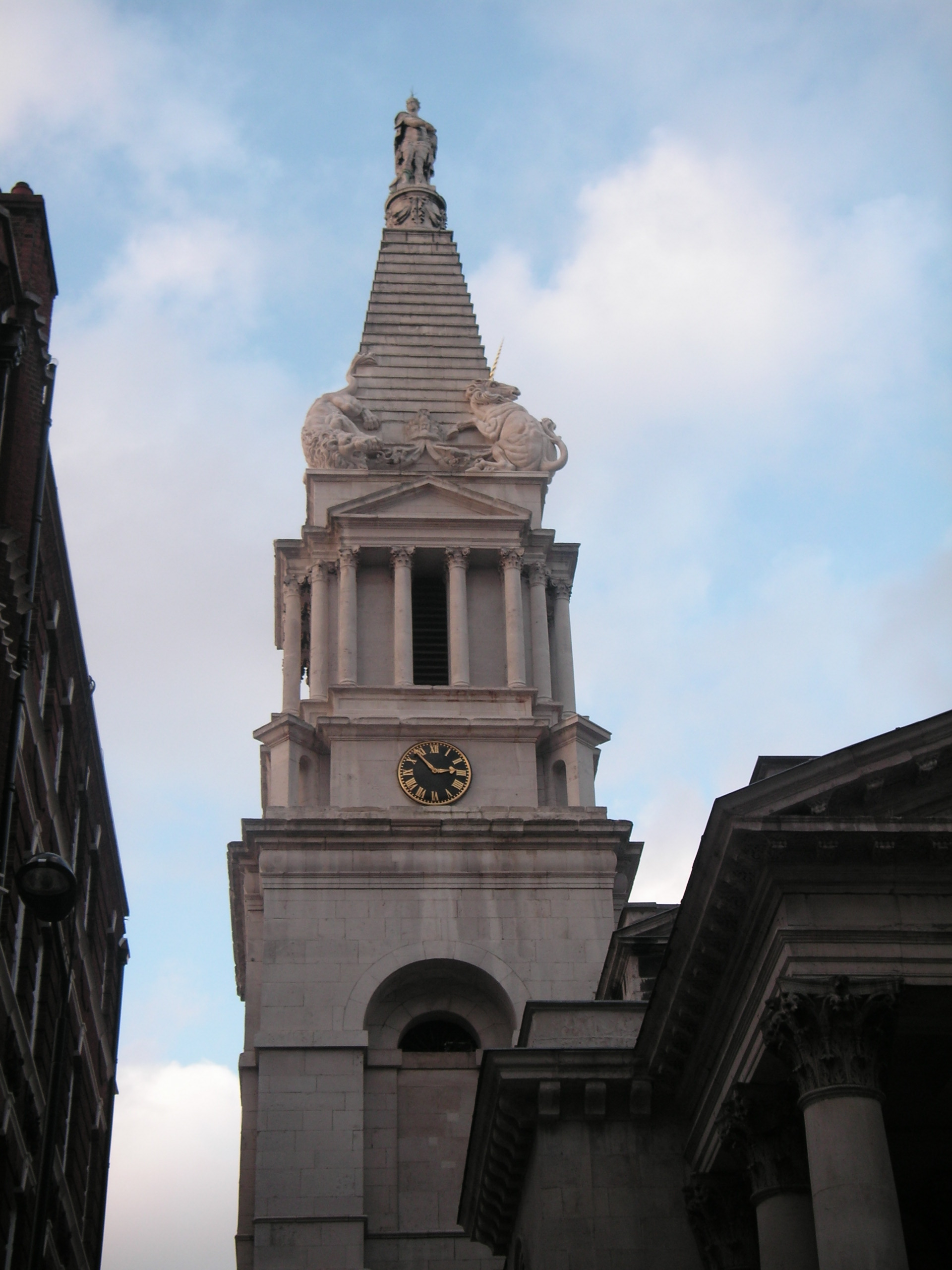
St. George's Bloomsbury
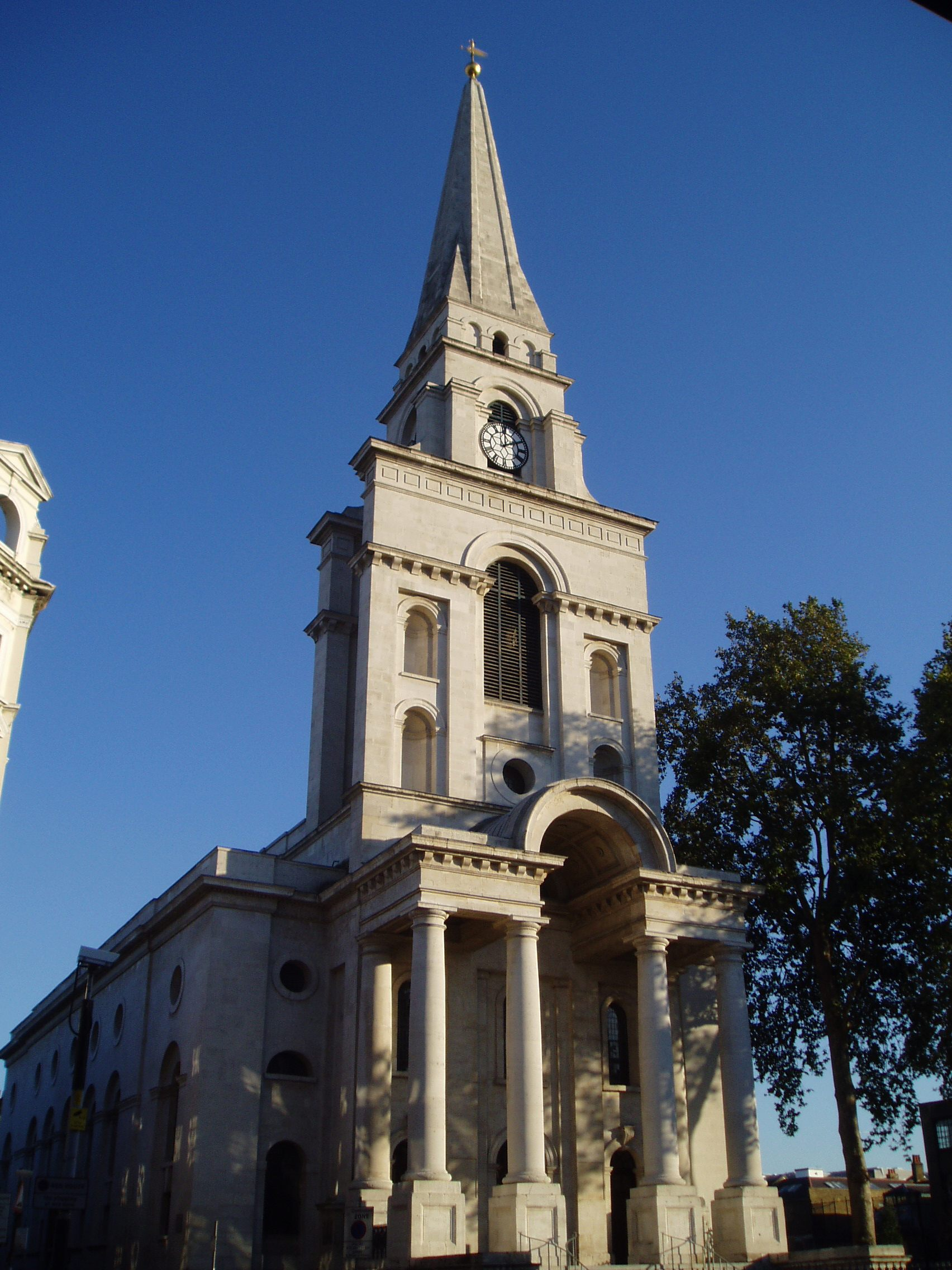
Christ Church
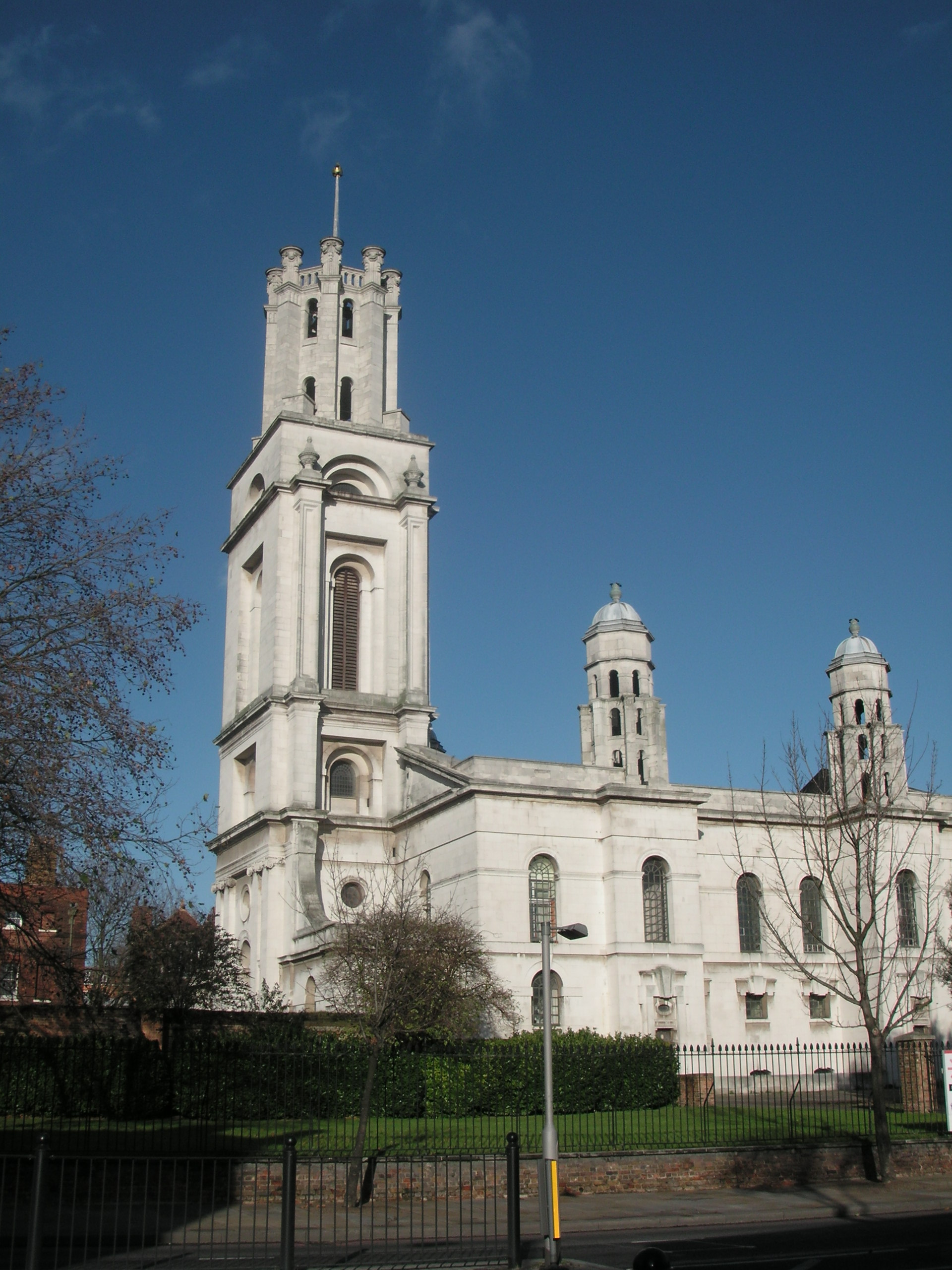
St. George in the East
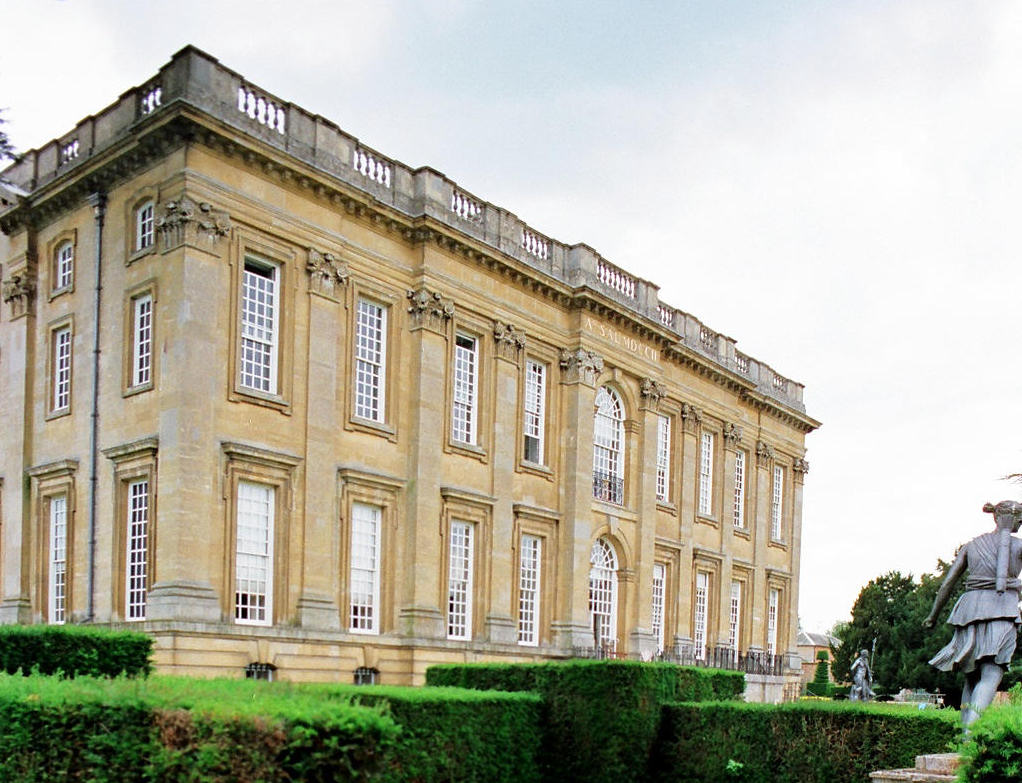
Easton Neston
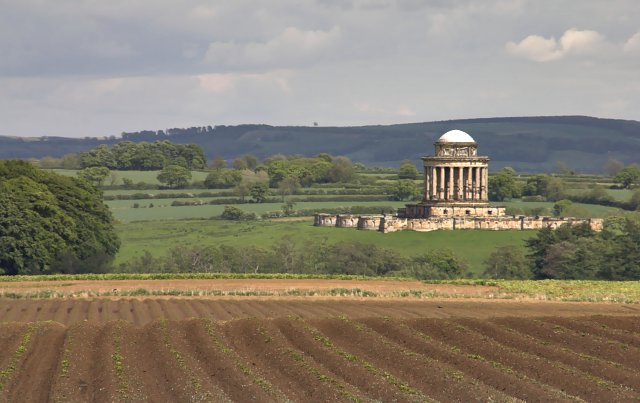
Mausoleum Howard Castle
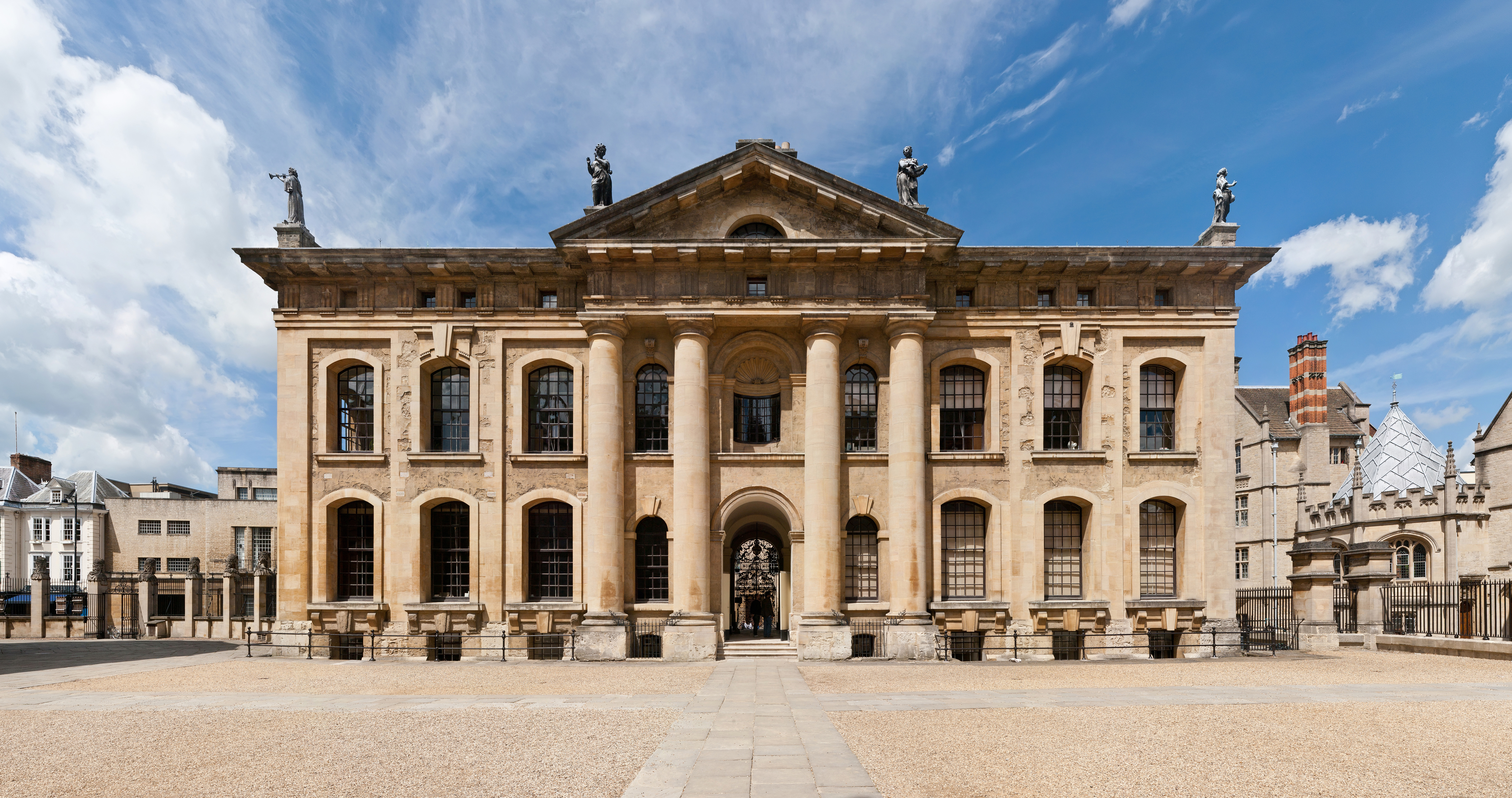
Clarendon Building
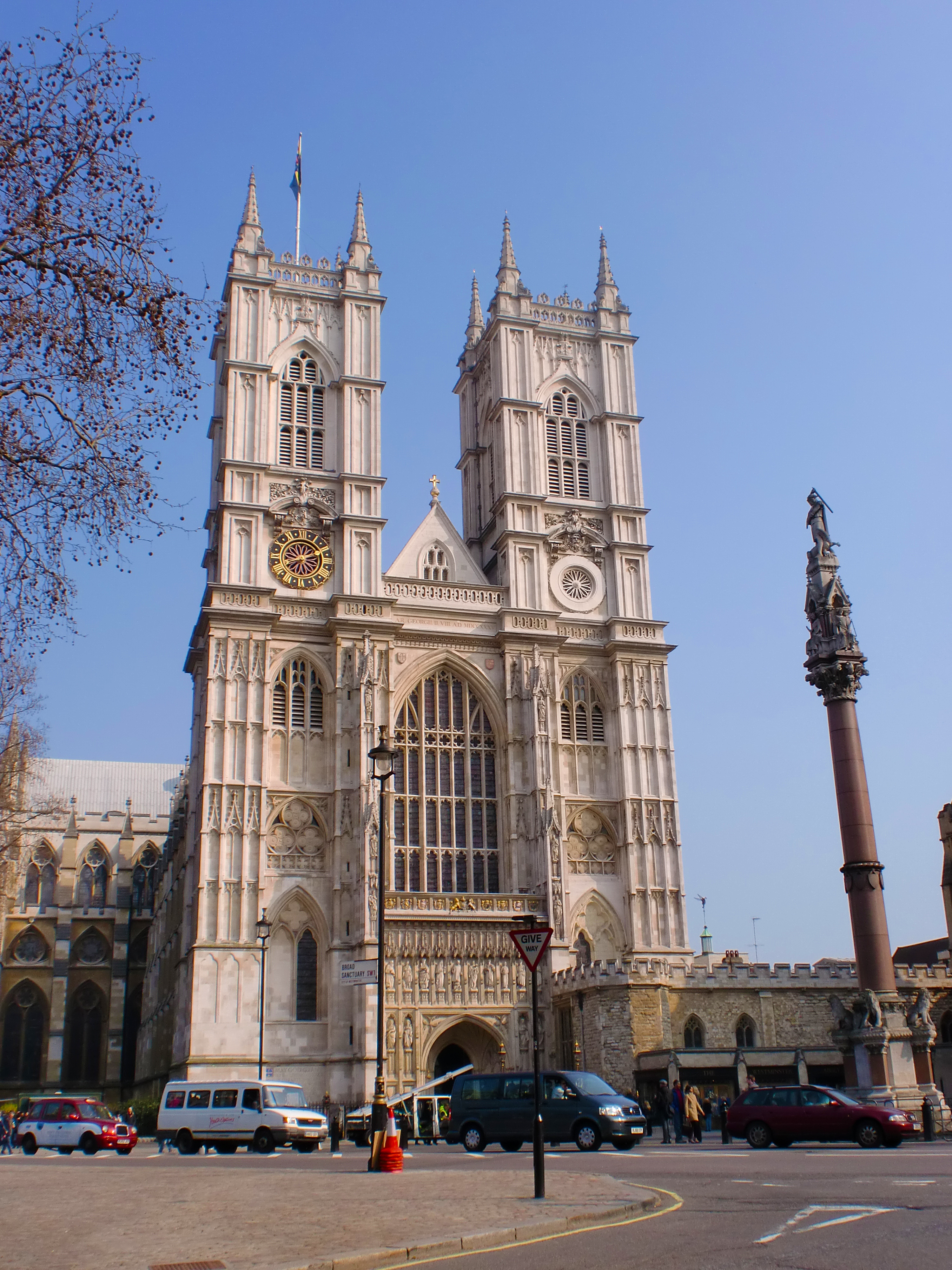
Westminster Abbey

Vanaf ca. 1684 tot ca. 1700 werkte Hawksmoor met Wren aan Chelsea Hospital, St. Paul's Cathedral, Hampton Court Palace, Kensington Palace en Greenwich Hospital. 
Het eerste gerealiseerd ontwerp van Hawksmoor was de Writing School van Christ’s Hospital (gereed in 1695, gesloopt in 1902). Hoewel formeel gebouwd onder leiding van Wren, blijkt uit dankbetuigingen dat Hawksmoor de verantwoordelijke architect was.
In 1694 (of 1702) kreeg Hawksmoor van William Fermor, een aangetrouwde neef van Christopher Wren, opdracht voor de bouw van Easton Neston. Het is mogelijk dat Wren in het begin bij het ontwerp betrokken was, maar Easton Neston wordt algemeen beschouwd als het werk van Hawksmoor. Dit was het enige country house dat hij zelfstandig realiseerde, maar zijn ontwerp werd slechts ten dele gerealiseerd, de ontworpen zijvleugels en een zuilengalerij werden niet gebouwd.
Hawksmoor ontwierp Clarendon Building in Oxford (1712 - 1713). Zijn diverse ontwerpen voor All Souls College in Oxford werden niet gerealiseerd. Hetzelfde gold voor zijn ontwerpen voor Queens College en Radcliffe Camera. 
Na de dood van Wren in 1723 werd Hawksmoor hoofdarchitect van Westminster Abbey. De beide westelijke torens van Westminster Abbey zijn naar zijn ontwerp gebouwd tussen 1734 en 1745.
In de periode tussen 1727 en 1729 werd het country house Ockham, Park, daterend uit ca. 1638, verbouwd naar een ontwerp van Hawksmoor. Opdrachtgever was Lord Chancellor Peter King. Het landhuis is grotendeels verloren gegaan bij een brand in 1948.
Hawksmoor was gedurende de laatste twintig jaar van zijn leven niet zeer fit. Hij moest vaak het bed houden en kon dan amper zijn handtekening zetten. Hij overleed op 75-jarige leeftijd in zijn woning in Millbank. 
Zijn laatste werken waren het genoemde ontwerp voor de torens van Westminster Abbey, de hal van het All Souls College bij Oxford en het Mausoleum bij Castle Howard in Yorkshire.
- Bibsys: 90966850
- Bibliothèque nationale de France: cb12253881k (data)
- CiNii: DA14170869
- Gemeinsame Normdatei: 118773488
- International Standard Name Identifier: 0000 0001 1886 0787
- Library of Congress Control Number: n50036415
- Nationale Bibliotheek van Israël: 987007272216105171
- Nederlandse Thesaurus van Auteursnamen: 185505724
- RKD-Nederlands Instituut voor Kunstgeschiedenis: 288548
- SNAC: w6wt2d37
- Système universitaire de documentation: 03129622X
- Trove: 1096227
- Union List of Artist Names: 500012664
- Virtual International Authority File: 32792692
- WorldCat: E39PBJy8thfxmKhKc9GgGJgFrq